# Лорен Ембрі
Лорен Ембрі (англ. Lauren Embree; нар. 10 січня 1991) — колишня американська тенісистка.
Найвищу одиночну позицію світового рейтингу — 232 місце досягла 13 липня 2015, парну — 231 місце — 18 квітня 2016 року.
Здобула 2 одиночні та 5 парних титулів туру ITF.

## Фінали ITF

### Одиночний розряд: 9 (2–7)
| Легенда          |
| ---------------- |
| турніри $100,000 |
| турніри $75,000  |
| турніри $50,000  |
| турніри $25,000  |
| турніри $10,000  |

| Фінали за покриттям |
| ------------------- |
| Тверде (2–5)        |
| Ґрунт (0–2)         |
| Трава (0–0)         |
| Килим (0–0)         |

| Результат | Ранг | Дата            | Турнір                            | Покриття | Суперниця        | Рахунок            |
| --------- | ---- | --------------- | --------------------------------- | -------- | ---------------- | ------------------ |
| Поразка   | 1.   | 19 червня 2007  | Форт-Верт, США                    | Тверде   | Єлена Панджич    | 4–6, 1–6           |
| Перемога  | 1.   | 23 червня 2008  | Вічита, США                       | Тверде   | Джеймі Гемптон   | 6–3, 6–4           |
| Перемога  | 2.   | 29 липня 2013   | Форт-Верт, США                    | Тверде   | Като Мію         | 3–6, 6–1, 3–1 ret. |
| Поразка   | 2.   | 30 червня 2014  | Тоді (муніципалітет), Італія      | Ґрунт    | Аліче Саворетті  | 3–6, 3–6           |
| Поразка   | 3.   | 31 серпня 2014  | Сан-Луїс-Потосі (місто), Мексика  | Тверде   | Марсела Сакаріас | 3–6, 6–3, 1–6      |
| Поразка   | 4.   | 13 вересня 2014 | Реддінг (Каліфорнія), США         | Тверде   | Дженніфер Брейді | 2–6, 1–6           |
| Поразка   | 5.   | 6 жовтня 2014   | Рок-Гілл (Південна Кароліна), США | Тверде   | Кетрін Белліс    | 4–6, 0–6           |
| Поразка   | 6.   | 21 червня 2015  | Самтер (Південна Кароліна), США   | Тверде   | Хібі Майо        | 4–6, 6–3, 4–6      |
| Поразка   | 7.   | 11 червня 2017  | Бетані-Біч (Делавер), США         | Ґрунт    | Деніел Коллінз   | 1–6, 0–6           |

### Парний розряд: 8 (5–3)
| Легенда          |
| ---------------- |
| турніри $100,000 |
| турніри $75,000  |
| турніри $50,000  |
| турніри $25,000  |
| турніри $15,000  |

| Фінали за покриттям |
| ------------------- |
| Тверде (4–3)        |
| Ґрунт (1–0)         |
| Трава (0–0)         |
| Килим (0–0)         |

| Результат | Ранг | Дата              | Турнір                    | Покриття | Партнерка        | Суперниці                                | Рахунок                  |
| --------- | ---- | ----------------- | ------------------------- | -------- | ---------------- | ---------------------------------------- | ------------------------ |
| Поразка   | 1.   | 2 липня 2012      | Денвер, США               | Тверде   | Ніколь Гіббс     | Марі-Ев Пеллетьє Шелбі Роджерс           | 3–6, 6–3, [10–12]        |
| Поразка   | 2.   | 1 липня 2013      | Сакраменто, США           | Тверде   | Робін Андерсон   | Наомі Броді Сторм Сендерз                | 3–6, 4–6                 |
| Перемога  | 1.   | 9 вересня 2013    | Реддінг (Каліфорнія), США | Тверде   | Робін Андерсон   | Жаклін Како Аллі Кік                     | 6–4, 5–7, [10–7]         |
| Перемога  | 2.   | 13 вересня 2014   | Реддінг, США              | Тверде   | Дженніфер Брейді | Александра Фейсі Кет Фейсі               | 6–3, 6–2                 |
| Перемога  | 3.   | 24 жовтня 2015    | Брисбен, Австралія        | Тверде   | Ейжа Мугаммад    | Ноппаван Летчівакарн Варатчая Вонгтінчай | 6–2, 4–6, [11–9]         |
| Поразка   | 3.   | 2 листопада 2015  | Канберра, Австралія       | Тверде   | Ейжа Мугаммад    | Еґуті Міса Ходзумі Ері                   | 6–7(13–15), 6–1, [12–14] |
| Перемога  | 4.   | 14 листопада 2015 | Бендіго, Австралія        | Тверде   | Ейжа Мугаммад    | Натела Дзаламідзе Кувата Хірото          | 7–5, 6–3                 |
| Перемога  | 5.   | 11 лютого 2017    | Манакор, Іспанія          | Ґрунт    | Алекса Гуарачі   | Джеда Деніел Квінн Глісон                | 6–1, 7–5                 |